# Payment-Service-Provider
Payment-Service-Provider (PSP, englisch für ‚Zahlungsdienstleister‘) stellen für Onlineshops die technische Anbindung von bargeldlosen Zahlungsverkehr bereit. Als Bezahlmethoden dienen häufig Online-Banking, PayPal, Rechnung und Kreditkarten, aber auch Lastschrift und Nachnahme.

## Online-Bezahlmethoden und Anbieter
Beispiele von Online-Bezahlmethoden sind PayPal, Giropay, Sofortüberweisung oder aus dem Bereich der Kreditkarten Unzer (ehem. Heidelpay), Novalnet, Payone, Santander, Stripe, Ratepay, Arvato, Adyen. Im deutschsprachigen Raum sind dies unter anderem GiroSolution (GiroCheckout, ehemals Paydirekt) oder Klarna. Aus China WeChat und Alipay. Weltweit gibt es derzeit etwa 900 Anbieter, in Europa 300.

## Leistungen
Durch die Beauftragung eines PSP kann ein Onlineanbieter statt mit vielen einzelnen Vertragspartnern weitestgehend mit einem Anbieter verhandeln, um die gewünschten Zahlungsmethoden zu integrieren. In den meisten Fällen handelt es sich um eine Software-as-a-Service-Lizenzierung, durch die mit wenigen Klicks viele Bezahlarten einzeln zu- und abgeschaltet werden können.
Viele Payment-Service-Provider bieten weiterführende Dienstleistungen wie z. B. Kreditmanagement (Bonitätsabfrage, Inkasso) oder Forderungsfinanzierung (Factoring) an. Ein Payment-Service-Provider ist damit ein Partner im Outsourcing von Dienstleistungen.

## Grenzen
Durch den zwischengeschalteten PSP besteht keine Kundenbeziehung zwischen Händler und Zahlungslösung. Dadurch sind die Möglichkeiten des Kundenservice in Form von Sonderangeboten oder auch Konfliktlösung, z. B. bei Zahlungsausfällen, eingeschränkt.
Jeder Händler bleibt für sein Handeln selbst verantwortlich, d. h., er muss selbst darauf achten, dass der ausgewählte Provider die Richtlinien hinsichtlich Sicherheit, Datenschutz usw. (siehe auch PCI-DSS-Richtlinien) beachtet. Auch wenn der Händler die Technik meist lediglich mietet, ist fraglich, ob der PSP die Verantwortung übernimmt, wenn eine Sicherheitslücke bekannt wird und der Händler nichts unternimmt, um seine Kunden zu schützen.